# Sam Steel
Sam Steel (* 3. Februar 1998 in Edmonton, Alberta) ist ein kanadischer Eishockeyspieler, der seit Juli 2023 bei den Dallas Stars aus der National Hockey League (NHL) unter Vertrag steht und dort auf der Position des Centers spielt. Zuvor war Steel vier Jahre in der Organisation der Anaheim Ducks, die ihn im NHL Entry Draft 2016 ausgewählt hatten, sowie eine Saison bei den Minnesota Wild aktiv.

## Karriere
Steel spielte in seiner Jugend für eine Reihe von Nachwuchsmannschaften in Sherwood Park, einem Vorort von Edmonton. Im Jahre 2013 wählten ihn die Regina Pats im Bantam Draft der Western Hockey League (WHL) an zweiter Position aus, sodass er für das Team ab dem Ende der Saison 2013/14 in der ranghöchsten Juniorenliga der Region auflief. In seinen ersten beiden Spielzeiten etablierte sich der Center als regelmäßiger Scorer und nahm in der Folge am CHL Top Prospects Game teil, bevor ihn die Anaheim Ducks im NHL Entry Draft 2016 an 30. Stelle berücksichtigten. Anschließend steigerte er seine persönliche Statistik deutlich, so verzeichnete er in der Spielzeit 2016/17 in 66 Spielen 50 Tore und 81 Vorlagen für 131 Scorerpunkte. Damit führte der Kanadier nicht nur die WHL an und erhielt somit die Bob Clarke Trophy, sondern übertraf auch alle Spieler der gesamten Canadian Hockey League, sodass ihm der CHL Top Scorer Award zuteilwurde. Darüber hinaus ehrte man ihn als WHL-Spieler des Jahres mit der Four Broncos Memorial Trophy und berief ihn ins WHL East First All-Star Team. Unterdessen erreichte er mit den Pats das Playoff-Finale um den Ed Chynoweth Cup, unterlag dort allerdings den Seattle Thunderbirds.
An diese Leistungen konnte Steel im Folgejahr 2017/18 nicht anknüpfen, so verzeichnete er 83 Punkte in 54 Spielen. Jedoch nahm er mit Regina als gastgebende Mannschaft am Memorial Cup 2018 teil, bei dem der Mittelstürmer die Scorerliste anführte, daher mit der Ed Chynoweth Trophy ausgezeichnet und darüber hinaus mit der Stafford Smythe Memorial Trophy als Most Valuable Player des Turniers geehrt wurde. Mit den Pats erreichte er dabei abermals das Endspiel, musste jedoch gegen die Titan d’Acadie-Bathurst eine 0:3-Finalniederlage hinnehmen.
Im Rahmen der Vorbereitung auf die Saison 2018/19 erspielte sich Steel schließlich einen Platz im Aufgebot der Anaheim Ducks, die ihn bereits im Dezember 2016 mit einem Einstiegsvertrag ausgestattet hatten. In der Folge debütierte er Anfang Oktober 2018 in der National Hockey League (NHL), verbrachte jedoch den Großteil der Spielzeit bei Anaheims Farmteam, den San Diego Gulls aus der American Hockey League (AHL). In der Saison 2019/20 etablierte sich der Angreifer schließlich in der NHL. Nach der Saison 2021/22 jedoch wurde sein auslaufender Vertrag nicht verlängert, sodass er sich im August 2022 als Free Agent den Minnesota Wild anschloss. In gleicher Weise wechselte er im Juli 2023 zu den Dallas Stars.

### International
Auf internationaler Ebene sammelte Steel im Rahmen der World U-17 Hockey Challenge 2014 im November erste Erfahrungen, wobei das Team den siebten Platz belegte. Auf U18-Niveau nahm er am Ivan Hlinka Memorial Tournament 2015 teil, bei dem die kanadische Auswahl die Goldmedaille errang, bevor in dieser Altersstufe keine weiteren Einsätze folgten. Anschließend vertrat der Angreifer die kanadische U20-Nationalmannschaft bei der U20-Weltmeisterschaft 2018 und gewann dort mit dem Team ebenfalls die Goldmedaille.

## Erfolge und Auszeichnungen
| - 2016 Teilnahme am CHL Top Prospects Game - 2017 Four Broncos Memorial Trophy - 2017 Bob Clarke Trophy - 2017 CHL Top Scorer Award | - 2017 WHL East First All-Star Team - 2018 Stafford Smythe Memorial Trophy - 2018 Ed Chynoweth Trophy |

### International
- 2015 Goldmedaille beim Ivan Hlinka Memorial Tournament
- 2018 Goldmedaille bei der U20-Weltmeisterschaft

## Karrierestatistik
Stand: Ende der Saison 2024/25

### International
Vertrat Kanada bei:
- World U-17 Hockey Challenge 2014 (November)
- Ivan Hlinka Memorial Tournament 2015
- U20-Weltmeisterschaft 2018

(Legende zur Spielerstatistik: Sp oder GP = absolvierte Spiele; T oder G = erzielte Tore; V oder A = erzielte Assists; Pkt oder Pts = erzielte Scorerpunkte; SM oder PIM = erhaltene Strafminuten; +/− = Plus/Minus-Bilanz; PP = erzielte Überzahltore; SH = erzielte Unterzahltore; GW = erzielte Siegtore; 1 Play-downs/Relegation; Kursiv: Statistik nicht vollständig)